# Gob-ny-Geay
Gob-ny-Geay (Manx: Gob ny gayee: de "mond van de wind", ook wel Sunny Orchard (zonnige boomgaard) genoemd) is een markant punt op het eiland Man. Het ligt in de civil parish Onchan langs de A18 Mountain Road ten noorden van de hoofdstad Douglas.

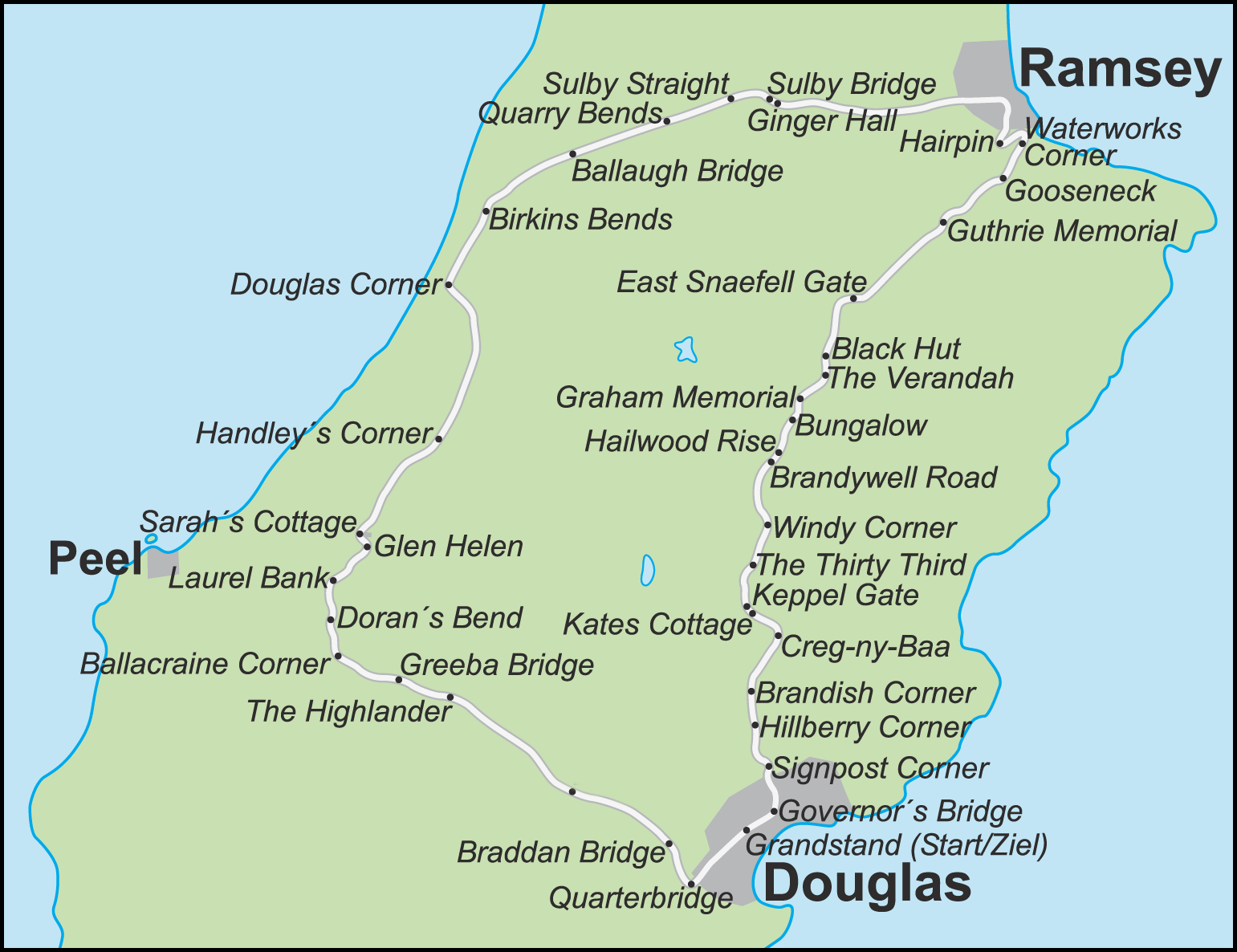
Gob-ny-Geay ligt langs het oostelijk deel van het circuit tussen Creg-ny-Baa en Brandish Corner

## Isle of Man TT en Manx Grand Prix
De A18, en daarmee ook Gob-ny-Geay, maakt deel uit van de Snaefell Mountain Course, het stratencircuit dat wordt gebruikt voor de Isle of Man TT en de Manx Grand Prix. Gob-ny-Geay ligt tegenwoordig bij de 35e mijlpaal van het circuit. Het maakte ook al deel uit van de Highroads Course en de Four Inch Course, waarop tussen 1904 en 1911 de Gordon Bennett Trial en de Tourist Trophy voor auto's werden verreden en van de Clypse Course die van 1954 tot 1959 werd gebruikt voor de Lightweight TT, de Ultra-Lightweight TT en de Sidecar TT.

### Circuitverloop
Als de coureurs de scherpe bocht bij Creg-ny-Baa hebben genomen moeten ze zo veel mogelijk snelheid over houden. Als ze dat doen is Gob-ny-Geay tot aan Brandish Corner het snelste deel van het circuit. Gob-ny-Geay zelf is bijna het laatste deel van de Mountain Section, een 18 kilometer lang deel van het circuit waar de weersinvloeden door het ontbreken van begroeiing vrij spel hebben. Op dit stuk zijn de taluds echter vrij hoog, waardoor de invloed van de wind niet zo groot is. Gob-ny-Geay hoort wel bij het deel waar de mist erg snel kan opkomen en erg dicht kan zijn. Als dat zo is worden tegenwoordig races en trainingen stilgelegd, maar in het verleden was dat niet zo. De moderne motorfietsen kunnen hun hoogste snelheid hier halen, maar in de praktijk kiezen veel coureurs daar niet voor. Ze moeten dan hun gearing speciaal aanpassen voor de hoge snelheid bij Gob-ny-Geay, en daardoor verliezen ze tijd op de rest van het circuit. Daarom houden ze de gearing iets korter, waardoor ze het gas hier een beetje los moeten laten. Zo vertelde Mick Grant dat hij zijn gearing afstelde voor maximum toeren bij Sulby Straight en dat hij bij Gob-ny-Geay niet voluit kon gaan. Dat deed jaren later ook Nick Jefferies: "if you're having to roll the throttle slightly to avoid over-revving before breaking for Brandish, then overall your gearing is about right. Easing off may cost you a second here, but over the Mountain you'll have clawed back much more." De snelheden bij de kleine knik in de weg werden in de jaren zestig geschat op 215 km/h, in de jaren tachtig op 260 km/h en tegenwoordig (2014) op 305 km/h.

### Gebeurtenissen bij Gob-ny-Geay
- In 1961 verongelukte Marie Lambert tijdens de Sidecar TT. Marie was bakkeniste van haar man Claude. Bij Gob-ny-Geay ging de zijspancombinatie op topsnelheid slingeren en Claude kon dat niet meer corrigeren. De machine raakte het talud, vloog over de kop en Claude en Marie kwamen op de weg terecht. Marie overleed ter plaatse, Claude brak een been.

- Vic Willoughby, die eerst motorcoureur maar later journalist was, vertelde over het jaar 1953, toen de privé-Nortons veel problemen hadden met de zuigers van de achterschokdempers door de knullige bevestiging aan het juist uitgebrachte featherbed frame. Bij zijn eigen machine braken ze af bij Sarah's Cottage, maar Cyril Julian had erg veel geluk toen beide dempers tegelijk afbraken toen hij op topsnelheid langs Gob-ny-Geay reed.